# Hochdrucksprühverfahren
Hochdrucksprühverfahren werden zur Herstellung von Pulvern in Bereichen verwendet, in denen konventionelle Verfahren wie Mahlung, Kristallisation, Siebung und Trocknung nicht mehr ausreichen. Sie werden bevorzugt zur Erzeugung von kleinen Partikeln oder Partikeln mit einem hohen Flüssigkeitsanteil eingesetzt. Diese Stoffe finden Anwendung in der chemischen und pharmazeutische Industrie, der Lebensmittelindustrie und vielen weiteren Bereichen. Die Verfahren sind in der Entwicklung und daher industriell noch nicht stark verbreitet.

## Verfahrensprinzip
Ein Feststoff wird unter hohem Druck, möglicher Temperaturerhöhung und meist mit einem überkritischen Fluid, in Lösung gebracht. Bei Entspannung, zum Beispiel über eine Düse, kristallisiert, trocknet oder erstarrt dieser. Die entstehenden Teilchen unterscheiden sich insbesondere in Morphologie erheblich von den klassisch erzeugten Partikeln.
Zu den verwendeten Lösungsmitteln zählen vor allem hochkompressible, ungiftige und kostengünstige Gase, die unter hohem Druck ein gutes Lösevermögen aufweisen. Häufig findet CO2 Anwendung.
Im Folgenden sind die bekanntesten Verfahren zur Mikronisierung aufgelistet.
- RESS (Rapid Expansion of Supercritical Solution)
- CPF (Concentrated Powder Form)
- PGSS (Particles from Gas Saturated Solution)
- SAS (Supercritical Anti-Solvent)
- SEDS (Solution Enhanced Dispersion by Supercritical Gases)

Bei dem CPF-Verfahren handelt es sich jedoch nicht um ein reines Hochdruckverfahren, sondern um ein Hochdruckagglomerationsverfahren. Die Lösung wird hier unter Entspannung auf einen Trägerstoff aufgebracht, wodurch ein rieselfähiges Pulver entsteht.